# 마우고자타 디데크
마우고자타 테레사 디데크(폴란드어: Małgorzata Teresa Dydek, 1974년 4월 28일~2011년 5월 27일)는 폴란드의 여자 농구 선수이다.

## 생애
1974년 4월 28일 바르샤바에서 3녀 중 차녀로 태어났다. 언니인 카타지나와 여동생인 마르타도 농구 선수로 활동했다. 현역 시절 신장이 218cm(7ft 2in)로 당시 전세계 여자 프로 농구 선수 중에서 최장신이었다. 
1992년 폴란드 리그의 팀인 올림피아 포즈난에서 선수 생활을 시작했으며 같은 해 U-18 여자 유럽 선수권 대회에 참가하여 3위를 하였다. 폴란드 리그에서 9회 우승을 차지했다. 1998년에 전미 여자 농구 협회 (WNBA)의 유타 스타스 소속으로 뛰기 시작했으며 2008년에 현역에서 은퇴하였다.
2008년 데이비드 트위그와 결혼하였으며 2008년에 장남 데이비드 2세, 2010년 알렉산더를 낳았다. 2011년 세번째 아이를 가졌을때 오스트레일리아 브리즈번에서 심장마비에 향년 37세를 일기로 사망하였다.

## 가족 관계
- 3녀 중 차녀, 카타지나 디데크 (1970년생), 마르타 디데크(1982년생)
- 배우자: 데이비드 트위그
- 장남: 데이비드 트위그 2세(2008년생), 차남: 알렉산더 트위그(2010년생)